# 哈米·阿斯力汗
哈米·阿斯力汗（1906年—1975年）哈萨克族，新疆阿勒泰人。中华人民共和国官员。

## 生平
1945年，参加三区革命。历任阿勒泰县公安局局长、阿勒泰专署公安处处长。中华人民共和国成立后，历任新疆省公安厅处长，乌鲁木齐专署副专员，新疆维吾尔自治区畜牧厅副厅长。1954年加入中国共产党。他还是新疆维吾尔自治区第二、三届政协副主席。
1975年，哈米·阿斯力汗逝世。